# 寺西町
寺西町（てらにしまち）は、広島県賀茂郡にあった町。現在の東広島市の一部にあたる。

## 地理
西条盆地の北部に位置していた。
- 河川：黒瀬川[1]

## 歴史
- 1889年（明治22年）4月1日、町村制の施行により、賀茂郡寺家村、西条東村が合併して村制施行し、寺西村（第一次）が発足[1][2]。寺西、西条東の2大字を編成[1]。
- 1939年（昭和14年）7月1日、賀茂郡西条町、吉土実村、御薗宇村、下見村、寺西村と合併し、西条町が存続して廃止された[1][2]。
- 1950年（昭和25年）4月1日、賀茂郡西条町の大字寺家、西条東が分離し、村制施行して寺西村（第二次）が発足[1][2]。
- 1952年（昭和27年）4月1日、町制施行して寺西町となる[1][2]。
- 1956年（昭和31年）下寺家地区の土地改良事業開始[1]。
- 1959年（昭和34年）10月1日、賀茂郡西条町に編入され廃止[1][2]。

## 産業
- 農業